# Jaušovec
Jaušovec je priimek v Sloveniji, ki ga je po podatkih Statističnega urada Republike Slovenije na dan 1. januarja 2010 uporabljalo 466 oseb.

## Znani nosilci priimka
- Boris Jaušovec, novinar in fotograf
- Marko Jaušovec, arhitekt
- Mima Jaušovec (*1956), teniška igralka
- Norbert Jaušovec (1953 - 2021), psiholog, univ. profesor